# Luigi Neyrone
Luigi Neyrone (Alessandria, 7 luglio 1877 – ...) è stato un funzionario italiano.

## Biografia
Luigi Neyrone nacque ad Alessandra, in Piemonte, il 7 luglio 1877. Frequentò la Regia Accademia Navale non tanto per entrare nell'ambito della marina militare, quanto piuttosto per ottenere il diploma al Politecnico di Torino. Intrapresa la carriera diplomatica, venne successivamente nominato delegato dell'Italia alla commissione interalleata posta a capo del Ministero della Marina turco, nel 1919.
Il 1º aprile 1927 venne trasferito a Singapore come console e poi a Tientsin sempre con la medesima carica, per poi essere da lì nuovamente spostato alla volta di Shanghai il 28 marzo 1933, dove tra l'altro fece costruire la locale residenza a suo uso. Neyrone venne infine nel 1940 inviato a Hsin King, nella provincia di Xining, come ministro plenipotenziario cessando di far parte dell'amministrazione coloniale italiana il 12 novembre di quello stesso anno per ritirarsi a vita privata.